# 但鍾良
但鍾良，字春生。貴州广顺州（今贵州省长顺县）人。

## 生平
道光十八年（1838年）中式戊戌科進士。選翰林院庶吉士，散館授檢討。回鄉辦理團練，殉難。朝廷卹贈太常寺少卿。

## 家族
父但明倫，翰林。